# João Bosco de Freitas Chaves
João Bosco de Freitas Chaves oder einfach nur Bosco (* 14. November 1974 in Escada) ist ein ehemaliger brasilianischer Fußballspieler. Bis 2011 stand der Torwart beim FC São Paulo unter Vertrag.

## Karriere

### Verein
Bosco begann seine Profilaufbahn 1993 beim brasilianischen Klub Sport Recife. In sieben Jahren bei Sport, konnte der Torhüter zahlreiche Titel mit dem Verein sammeln. In den Jahren 1994, 1996, 1997, 1998, 1999 und 2000 sicherte man sich jeweils die Staatsmeisterschaft von Pernambuco, und ebenfalls 2000 die Copa do Nordeste. Zu Beginn des Jahres 2001 wechselte Bosco zu Cruzeiro Belo Horizonte. Über Associação Portuguesa de Desportos kehrte er bereits 2003 wieder nach Recife zurück, wo er erneut die Staatsmeisterschaft mit seinem Team gewinnen konnte. Im Laufe der Saison 2004 trennten sich beide Seiten, nachdem Bosco nicht über die Reservistenrolle hinauskam. Er unterzeichnete darauf beim damaligen Zweitligisten Fortaleza EC, mit dem er als Nummer eins zwischen den Pfosten die Série B als Vizemeister abschließen konnte. Im Folgejahr gewann man die Staatsmeisterschaft von Ceará. Zum Jahresende 2005 verkaufte der FEC seinen Torhüter an den FC São Paulo, wo Bosco seine größten Erfolge feiern konnte. Bereits kurz nach seiner Verpflichtung gewann er mit São Paulo die FIFA-Klub-Weltmeisterschaft, war jedoch als Ersatz für Rogério Ceni nur Zuschauer beim Sieg. 2006, 2007 und 2008 gewann er mit dem SPFC die brasilianische Meisterschaft. 2009 verlängerte der Klubvorstand um ein weiteres Jahr bis Ende 2010. Zwischen 2006 und 2009 kam Bosco auf bisher vier Einsätze in der Copa Libertadores für den FC São Paulo. Im gleichen Zeitraum kam der Torhüter zu 22 Ligaeinsätzen.

### Nationalmannschaft
Bosco wurde 1999 erstmals in den Kader der brasilianischen Nationalmannschaft eingeladen. Letztmals ins Aufgebot berufen wurde er 2001. Er spielte allerdings nie für die Nationalmannschaft Brasiliens.

## Erfolge
Sport Recife
- Staatsmeisterschaft von Pernambuco: 1994, 1996, 1997, 1998, 1999, 2000, 2003
- Staatspokal von Pernambuco: 2003
- Copa do Nordeste: 2000

Cruzeiro Belo Horizonte
- Copa Sul-Minas: 2001
- Supercampeonato Mineiro: 2002

Fortaleza EC
- Staatsmeisterschaft von Ceará: 2005

FC São Paulo
- FIFA-Klub-Weltmeisterschaft 2005
- Brasilianischer Meister: 2006, 2007, 2008

## Leben
Bosco stammt aus ärmlichen Verhältnissen. Als Jugendlicher lieh er sich Geld von seinen Geschwistern, um regelmäßig mit dem Bus zum Fußballtraining zu kommen. Frühzeitig kam er mit Alkohol und anderen Drogen in Kontakt. Bereits mit 17 Jahren war der Torhüter verheiratet.